# Aleksandr Gorškov
Aleksandr Georgievič Gorškov (in russo Александр Георгиевич Горшков?; Mosca, 8 ottobre 1946 – Mosca, 17 novembre 2022) è stato un danzatore su ghiaccio sovietico, dal 1993 russo.

## Palmarès
Con Ljudmila Pachomova
| Internazionali            | Internazionali | Internazionali | Internazionali | Internazionali | Internazionali | Internazionali | Internazionali | Internazionali | Internazionali | Internazionali |
| Evento                    | 1966–67        | 1967–68        | 1968–69        | 1969–70        | 1970–71        | 1971–72        | 1972–73        | 1973–74        | 1974–75        | 1975–76        |
| ------------------------- | -------------- | -------------- | -------------- | -------------- | -------------- | -------------- | -------------- | -------------- | -------------- | -------------- |
| Giochi olimpici invernali |                |                |                |                |                |                |                |                |                | 1°             |
| Campionati mondiali       | 13°            | 6°             | 2°             | 1°             | 1°             | 1°             | 1°             | 1°             |                | 1°             |
| Campionati europei        | 10°            | 5°             | 3°             | 1°             | 1°             | 2°             | 1°             | 1°             | 1°             | 1°             |
| Prize of Moscow News      |                |                |                | 1°             | 1°             | 1°             | 1°             |                | 1°             | 1°             |
| Nazionali                 |                |                |                |                |                |                |                |                |                |                |
| Campionati sovietici      | 2°             | 2°             | 1°             | 1°             | 1°             |                | 1°             | 1°             | 1°             |                |